# 谁都渴望遇见你
《谁都渴望遇见你》，是一部2020年播出的中国大陆都市言情剧，由爱奇艺与析微影视共同出品。该剧由导演许富翔执导，张哲瀚、章若楠、陈昊蓝、王以纶领衔主演。
本剧于2018年开机，并于2020年2月16日于爱奇艺首播。

## 播出时间
| 频道     | 所在地   | 播出日期              | 播出时间 | 备注                                 |
| -------- | -------- | --------------------- | -------- | ------------------------------------ |
| 爱奇艺   | 中国大陆 | 2020年2月16日-3月24日 | 20:00    | 每周日、一、二更新2集，会员首更8集。 |
| 深圳卫视 | 中国大陆 | 2020年8月8日          | 13:20    |                                      |

## 劇情大綱
繁重的工作是五星级酒店总经理张泯（张哲瀚饰）生活的一部分，直到遇见阳光女孩罗溪（章若楠饰）。只要罗溪在，他才能从忙碌的状态中走出来。在一次次交往中，张泯被罗溪的善良美好打动，萌芽出爱的感觉。陶伦（王以纶饰）和罗溪青梅竹马，他也暗恋着罗溪，但在罗溪眼中，陶伦就像一个大哥哥。罗溪在与张泯朝夕相处中渐渐看到了他冰山背后温柔的一面，对张泯的好感也逐渐升级。两个人力排万难决定走到一起，去青山绿水间经营一间青年旅舍。情场失意的陶伦也专注于自己的事业，慢慢和刘文娜（陈昊蓝饰）找到了爱的感觉。当强大的酒店集团计划收购青年旅社，陶伦与张泯再度面对面，为了守住美丽的自然风光，两人冰释前嫌决定联手。最终在众人的不懈努力下，一面守住了大自然恩泽的绿水青山，一面找到了各自的幸福。

## 演员列表

### 主要演员
| 演員   | 角色   | 介紹 | 配音 |
| 张哲瀚 | 张泯   | 四海集團繼承人 五星級酒店總經理 在家族責任與壓力下成長，為人高冷，長期犯頭痛。因處理酒莊轉賣而認識酒莊繼承人羅溪。背負著沉重的身世，面對父親的冷漠與生母的期望，渴望溫暖親情的聯繫。直到遇見羅溪，壓抑的生活才透進一絲陽光，慢慢展現出溫柔的一面。 |      |
| 章若楠 | 罗溪   | 佑安旅社的家人 治癒系負離子女孩 喜歡與植物對話。在法國意外結識生人勿近的張泯，為重振民宿，休學返國後進入四海集團上班。羅溪的陪伴神奇地成為張泯的止痛藥，兩人慢慢互相理解走進彼此的生活。                                                           | 张喆 |
| 陈昊蓝 | 刘文娜 | BK集團的千金 張泯的家族聯姻對象 爽朗可愛的性格，對於愛情充滿著執著任性，為得張泯喜歡放下身段。感情幾經波折，才真正地遇見相知相惜的人。 |      |
| 王以纶 | 陶伦   | 佑安旅社的家人 天文學家 熱愛星空，與羅溪情同兄妹，並暗戀羅溪。生長於美國的寄養家庭，返國後一直尋找自己的親生父母。 |      |

### 其他演员
| 演員   | 角色   | 介紹 | 配音 |
| 刘哲尔 | 肖正男 | 張泯的秘書兼好友 為人幽默不正經，長期待在張泯身邊解決酒店問題，在張泯陷入困境時伸出援手。                               |      |
| 曹然然 | 周武   | 佑安育幼院的大哥，小馒头的父亲 經營育幼院轉型的民宿。性格憨厚老實喜歡楊琳，為了楊琳被人騙錢，使得佑安旅社面臨財務危機。 |      |
| 王啸坤 | 周末   | 佑安育幼院的二哥 性格靦腆的歌手，時常帶著吉他。最後離開民宿去追求音樂夢想。                                             |      |
| 彭渤   | 杨琳   | 羅溪的知心好友 為了還債投奔佑安旅社。受到周武的追求，最後與他共結連理。                                                 |      |
| 林若惜 | 小馒头 | 周武的女兒 父母離異，跟著爸爸住在佑安旅社。性格古靈精怪，偷偷喜歡張泯。                                                 |      |
| 李南星 | 张敬中 | 張泯的父親，四海集團董事長 因為年輕時犯下的錯對張泯異常苛刻，不停尋找當年走失的兒子。                                   | 周揚 |
| 张延   | 吴天华 | 張泯的養母 溫婉賢淑，視張泯為己出。對於走失的兒子感到自責。                                                             |      |
| 王亚楠 | 刘志刚 | BK集團董市長，劉文娜的父親 愛女從小喪母，為補足缺憾，滿足寶貝女兒的任何要求。                                           |      |
| 赵麒   | 吴天伟 | 張泯的舅舅 性格陰險狡猾，善於挑撥離間，覬覦四海集團董事長之位。                                                         |      |
| 涂凌   | 沈秀芝 | 張泯的生母 一心報復張敬中，隱忍長年期望兒子奪位掌權。精神狀況逐漸惡化，十分依賴兒子。                                   |      |

## 電視劇原聲
| 曲序 | 曲目               |              | 演唱   |
| ---- | ------------------ | ------------ | ------ |
| 1.   | 渴望遇見（片頭曲） | 金娜         | 周深   |
| 2.   | 也許（片尾曲）     | 鄭亦鈞、洪璐 | 於文文 |
| 3.   | 我的回答（插曲）   | 鄭亦鈞、洪璐 | 王嘯坤 |
| 4.   | 逃離（插曲）       | 鄭亦鈞、洪璐 | 王金金 |
| 5.   | Happiness（插曲）  | 鄭亦鈞、洪璐 | 許藝娜 |

## 外部連結
- 電視劇《誰都渴望遇見你》的新浪微博
- 豆瓣电影上《谁都渴望遇见你》的資料 （简体中文）
- 互联网电影数据库（IMDb）上《谁都渴望遇见你》的资料（英文）
- 在愛奇藝上觀看《誰都渴望遇見你》